# 2644 Victor Jara
2644 Victor Jara este un asteroid din centura principală, descoperit pe 22 septembrie 1973, de Nikolai Cernîh.